# St Mary’s Church (Sevington)

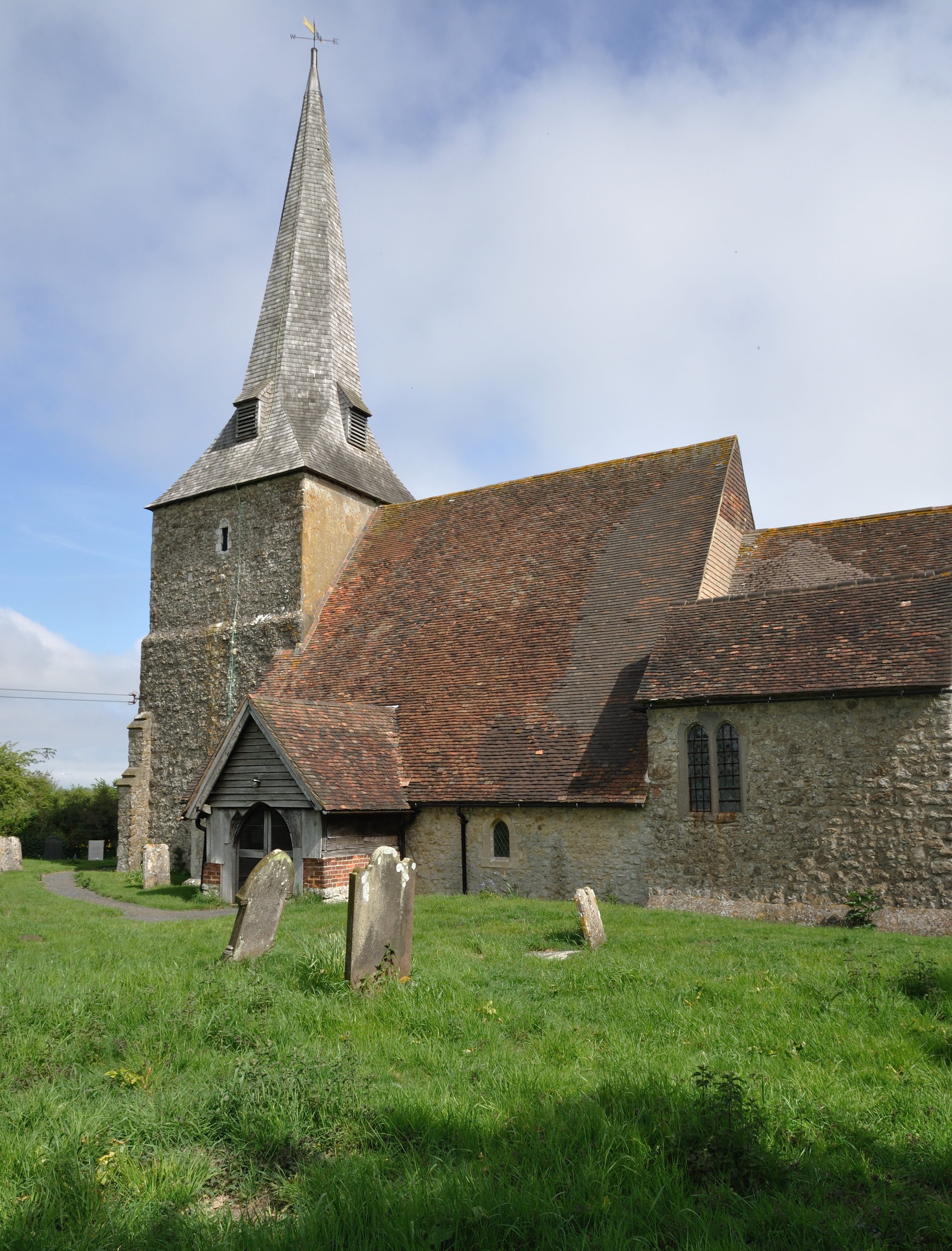
Sevington, St Mary’s Church

St Mary’s Church ist ein anglikanisches Kirchengebäude in Sevington, einem Vorort von Ashford in der Grafschaft Kent in Großbritannien. Die Kirche ist als Kulturdenkmal der Kategorie Grade I eingestuft. Die ursprünglich freistehende Dorfkirche wurde im Zuge des EU-Austritts des Vereinigten Königreichs von einem Großparkplatz für die Zollabfertigung des LKW-Warenverkehrs umbaut.

## Geschichte
Die unter dem Patrozinium der heiligen Maria stehenden Kirche geht im Kern auf ein romanisches Bauwerk aus dem 12. Jahrhundert zurück. Die Kirche wurde im 13. und 14. Jahrhundert erweitert und in den Jahren 1877 und 1936 restauriert. Das Bauwerk umfasst einen Turm im Westen, dem sich ein Langhaus mit südlichem Seitenschiff sowie ein Chorraum im Osten mit südlicher Kapelle anschließen. Auf der Nordseite des Langhauses befinden sich Fenster im Perpendicular Style aus dem 15. Jahrhundert, in der südlichen Seitenkapelle gekoppelte Lanzettfenster aus dem 16. Jahrhundert. Die südliche Türöffnung mit Weihwasserbecken geht möglicherweise auf das 12. Jahrhundert zurück.
Die  Umbauung der Kirche mit dem Großparkplatz für die Zollabfertigung fand im Jahr 2020 auch außerhalb Englands in der Presse Beachtung, so in der deutschen ARD.